# 24 декабря
24 декабря — 358-й день года (359-й в високосные годы) по григорианскому календарю.
До конца года остаётся 7 дней.
До 15 октября 1582 года — 24 декабря по юлианскому календарю, с 15 октября 1582 года — 24 декабря по григорианскому календарю.
В XX и XXI веках соответствует 11 декабря по юлианскому календарю.

## Праздники и памятные дни

### Национальные
- Россия — День воинской славы России — День взятия турецкой крепости Измаил русскими войсками под командованием А. В. Суворова (1790).
- Украина — День работников архивных учреждений.
- Приднестровье — День Конституции.

### Религиозные
Рождественский сочельник у католиков и протестантов, отмечающих Рождество по григорианскому календарю, и у православных, отмечающих Рождество по новоюлианскому календарю.
 Православие
- Память преподобного Даниила Столпника (493);
- память преподобного Никона Сухого, Печерского, в Ближних пещерах (XII в.)[5];
- память мученика Миракса Египтянина (VII)[6];
- память мучеников Акепсия и Аифала;
- память преподобного Луки Столпника, иеромонаха (ок. 970—980)[7];
- память священномученика Феофана (Ильминского), епископа Соликамского, и с ним двух священномучеников и пяти мучеников (1918);
- память священномученика Николая Виноградова, пресвитера (1937);
- память священномученика Иоанна Богоявленского, пресвитера (1941).

### Именины
- Адам, Александр, Никон, Даниил, Емельян, Иван, Леонтий, Николай, Пётр, Терентий

## События

### До XIX века
- 1294 — папой римским избран кардинал Бенедетто Каэтани, принявший имя Бонифация VIII.
- 1777 — капитан Джеймс Кук и его корабли «Резольюшн» и «Дискавери» открыли остров, который 2 января Кук назвал островом Рождества.

### XIX век
- 1801 — английский механик-конструктор Ричард Тревитик продемонстрировал первый паровой автомобиль[8].
- 1811 — близ побережья Ютландии разбились британские линейные корабли Defence и St. George. Погибли 1318 человек[9].
- 1853 — неподалёку от берега штата Калифорния потерпел кораблекрушение американский пароход «Сан-Франциско». Погибли 240 человек.
- 1865 — основан Ку-клукс-клан.
- 1900 — в Лейпциге вышел первый номер «Искры» — первой общерусской газеты РСДРП.

### XX век
- 1906 — канадец Фессенден впервые в истории осуществил музыкальную радиопередачу (ария Генделя и Minuit Chrétiens в собственном исполнении на скрипке).
- 1914 — негласное перемирие на Западном фронте Первой мировой войны.
- 1918 — день взятия города Перми белогвардейскими войсками под командованием А. Н. Пепеляева.
- 1924 — в Албании упразднена монархия и провозглашена республика.
- 1941 — Великая Отечественная война: ставкой вновь сформирован Брянский фронт.
- 1942
  - В ходе операции «Малый Сатурн» 24-й танковый корпус (командующий В. М. Баданов) овладел станицей Тацинской, уничтожив на её окраине один из основных аэродромов снабжения окружённой в Сталинграде 6-й армии.
  - Приказ Наркомпроса РСФСР об обязательном употреблении буквы «ё»[10].
- 1943 — начало крупного наступления советских войск на Правобережной Украине.
- 1951 — Ливия была провозглашена независимым суверенным государством — Соединённым Королевством Ливия во главе с королём Идрисом I.
- 1958 — Верховный Совет СССР принял закон «Об укреплении связи школы с жизнью и о дальнейшем развитии системы народного образования в СССР»[11]: введено всеобщее 8-летнее обязательное образование, положено начало созданию сети ПТУ.
- 1966 — катастрофа CL-44 в Дананге. Погибли 111 человек (4 на борту и 107 на земле).
- 1971 — катастрофа L-188 в Пуэрто-Инке: в результате попадания молнии разбился самолёт Lockheed L-188A Electra перуанской компании LANSA. Погиб 91 человек, выжила 17-летняя немка Юлиана Кёпке.
- 1979 — первый успешный запуск французской ракеты-носителя «Ариан».
- 1982 — первый полёт опытного образца военно-транспортного самолёта Ан-124 «Руслан».
- 1983 — катастрофа Ан-24 в Лешуконском. Погибли 44 человека.
- 1991 — Российская Федерация заменила СССР в ООН.
- 1994 — в Алжире захвачен самолёт компании Air France c 232 людьми на борту. Два дня спустя в Марселе авиалайнер был взят штурмом.

### XXI век
- 2008 — суд удовлетворил прошение полковника Юрия Буданова об УДО.
- 2022 — в пожаре в социальном приюте в Кемерово погибло 22 человека.

## Родились
См. также: Категория:Родившиеся 24 декабря

### До XIX века
- 3 до н. э. — Гальба (ум. 69), римский император (68—69).
- 1167 — Иоанн Безземельный (ум. 1216), английский король (с 1199).
- 1389 — Жан VI (ум. 1442), герцог Бретани (с 1399).
- 1475 — Томас Мурнер (ум. 1536), немецкий монах-францисканец, сатирик.
- 1588 — Констанция Австрийская (ум. 1631), дочь эрцгерцога Австрии Карла II, вторая жена польского короля Сигизмунда III.
- 1703 — Алексей Чириков (ум. 1748), русский мореплаватель, капитан-командор, исследователь северной части Тихого океана и прилегающих побережий Азии и Америки.
- 1761 — Селим III (убит в 1808), 28-й султан Османской империи (1789—1807).
- 1782 — Шарль Юбер Милльвуа (ум. 1816), французский поэт.
- 1789 — Дмитрий Глебов (ум. 1843), русский поэт, актуариус и переводчик, статский советник.
- 1798 — Адам Мицкевич (ум. 1855), польский поэт, политический публицист, деятель польского национального движения.

### XIX век
- 1818
  - Джеймс Прескотт Джоуль (ум. 1889), английский физик, один из основоположников термодинамики.
  - Элиза Кук (ум. 1889), английская поэтесса.
- 1822 — Мэтью Арнолд (ум. 1888), английский поэт, литературовед, культуролог.
- 1837 — Елизавета Баварская (убита в 1898), баварская принцесса, супруга австрийского императора Франца Иосифа I.
- 1845 — Георг I (убит в 1913), король Греции (с 1863).
- 1868 — Эмануил Ласкер (ум. 1941), немецкий шахматист и математик, второй чемпион мира по шахматам (1894—1921).
- 1886 — Александр Пархоменко (убит в 1921), большевик, герой Гражданской войны в России.
- 1888 — Майкл Кёртис (наст. имя Михай Кертес Каминер; ум. 1962), американский кинорежиссёр, лауреат премии «Оскар».

### XX век
- 1901 — Александр Фадеев (партийная кличка Булыга; ум. 1956), русский советский писатель, критик, теоретик литературоведения, общественный деятель.
- 1902 — Натан Мильштейн (при рожд. Нусин Мильштейн; ум. 1992), американский скрипач российского происхождения.
- 1903
  - Михаил Голодный (наст. фамилия Эпштейн; погиб в 1949), русский советский поэт, переводчик, журналист.
  - Эрнст Кренкель (ум. 1971), советский полярник, участник арктических экспедиций.
- 1905
  - Любовь Добржанская (ум. 1980), актриса театра и кино, народная артистка СССР.
  - Говард Хьюз (ум. 1976), американский кинорежиссёр, продюсер, сценарист, один из пионеров авиации.
- 1906 — Джеймс Хедли Чейз (наст. имя Рене Брабазон Реймонд; ум. 1985), английский писатель, автор детективных романов.
- 1910 — Фриц Лейбер (ум. 1992), американский писатель-фантаст.
- 1922 — Ава Гарднер (ум. 1990), американская актриса и певица, звезда Голливуда 1940—1950-х.
- 1924
  - Виктор Балашов (ум. 2021), советский и российский диктор Всесоюзного радио и Центрального телевидения, народный артист РФ.
  - Юрий Казаков (ум. 2019), баянист, педагог, народный артист СССР.
- 1934 — Степан Месич, 2-й Президент Хорватии (2000—2010).
- 1936 — Анатолий Равикович (ум. 2012), актёр театра и кино, народный артист РСФСР.
- 1937 — Вячеслав Черновол (погиб в 1999), украинский политический деятель.
- 1940 — Григорий Крисс, советский фехтовальщик на шпагах, олимпийский чемпион (1964).
- 1943 — Тарья Халонен, финская женщина-политик, 11-й президент Финляндии (2000—2012).
- 1945 — Лемми (наст. имя Иэн Фрейзер Килмистер; ум. 2015), британский бас-гитарист и певец, лидер рок-группы «Motörhead».
- 1946
  - Ян Аккерман, нидерландский гитарист, бывший участник рок-группы «Focus».
  - Леонид Филатов (ум. 2003), советский и российский актёр театра и кино, кинорежиссёр, поэт, драматург, публицист, телеведущий, народный артист РФ.
- 1952
  - Хилькка Рийхивуори, финская лыжница, 4-кратный призёр Олимпийских игр.
  - Елена Шанина, советская и российская актриса театра и кино, певица, народная артистка РФ.
- 1957 — Хамид Карзай, 4-й президент Афганистана (2004—2014).
- 1959 — Анджело Скури, итальянский фехтовальщик на рапирах, олимпийский чемпион.
- 1961 — Ильхам Алиев, 4-й президент Азербайджана (с 2003).
- 1963 — Тимо Ютила, финский хоккеист, чемпион мира (1995), призёр Олимпийских игр (1994).
- 1969 — Олег Скрипочка, российский космонавт, Герой Российской Федерации.
- 1971 — Рики Мартин (Энрике Мартин Моралес), пуэрто-риканский певец, музыкант, актёр, лауреат премий «Грэмми».
- 1973 — Стефани Майер, американская писательница, автор серии романов «Сумерки».
- 1974 — Марсело Салас, чилийский футболист.
- 1976 — Флоренсия Аббате, аргентинская писательница, поэтесса и журналистка.
- 1978 — Йылдырай Баштюрк, турецкий футболист, призёр чемпионата мира (2002).
- 1981 — Дима Билан (при рожд. Виктор Белан), певец, первый российский исполнитель — победитель «Евровидения» (2008).
- 1990 — Бриджитта Барретт, американская прыгунья в высоту, призёр Олимпийских игр и чемпионата мира.
- 1997 — Нирадж Чопра, индийский метатель копья, олимпийский чемпион.
- 1998 — Алексис Мак Аллистер, аргентинский футболист, чемпион мира (2022).

## Скончались
См. также: Категория:Умершие 24 декабря

### До XIX века
- 1614 — Марина Мнишек (р. 1589), русская царица, жена Лжедмитрия I.

### XIX век
- 1847 — Магнусен, Финн (р. 1781), датский учёный, профессор Копенгагенского университета.
- 1861 — Жан-Антуан-Симеон Форт (р. 1793), французский художник.
- 1863 — Уильям Теккерей (р. 1811), английский писатель-сатирик.
- 1867 — Николай Греч (р. 1787), русский писатель, филолог, издатель, редактор.
- 1872 — Уильям Ранкин (р. 1820), английский физик, основатель термодинамики и теории паровых машин.
- 1878 — Иоганн Генрих Буфф (р. 1805), немецкий химик и физик, член Баварской и Гёттингенской академий наук.
- 1884 — Иоганн фон Йолли (р. 1809), немецкий физик и математик.
- 1888 — граф Михаил Лорис-Меликов (р. 1824), русский государственный деятель, генерал.
- 1889 — Сергей Боткин (р. 1832), врач-терапевт, классик русской медицины, общественный деятель.

### XX век
- 1901 — Лев Иванов (р. 1834), русский артист балета, балетмейстер, педагог.
- 1917 — убит Иван Горемыкин (р. 1839), русский государственный деятель, председатель Совета министров (1906 и 1914—1916).
- 1924 — Юлий Клевер (р. 1850), российский художник немецкого происхождения
- 1925 — Татьяна Кузминская (в девичестве Берс; р. 1846), русская писательница и мемуаристка, свояченица Льва Толстого.
- 1927
  - Владимир Бехтерев (р. 1857), русский советский психиатр, невролог, физиолог, академик.
  - Сергей Сазонов (р. 1860), российский государственный деятель, министр иностранных дел (1910—1916), активный участник Белого движения.
- 1932 — Николай Андреев (р. 1873), русский советский скульптор (памятники Гоголю, Герцену и Огарёву в Москве).
- 1935 — Альбан Берг (р. 1885), австрийский композитор-экспрессионист, музыкальный критик.
- 1942 — убит Франсуа Дарлан (р. 1881), французский адмирал, один из лидеров режима Виши в 1940—1942 гг.
- 1963 — Тристан Тцара (р. 1896), румынский и французский поэт еврейского происхождения.
- 1967 — Карл Ристенпарт[англ.] (р. 1900), немецкий дирижёр.
- 1970 — Николай Шверник (р. 1888), советский политик, Председатель Президиума Верховного Совета СССР (1946—1953).
- 1973 — Джерард Петер Койпер (р. 1905), нидерландский и американский астроном.
- 1975 — Бернард Херрманн (р. 1911), американский кинокомпозитор, лауреат премий «Оскар» и BAFTA.
- 1976 — Виктор Станицын (р. 1897), актёр театра и кино, театральный режиссёр педагог народный артист СССР.
- 1980 — Карл Дёниц (р. 1891), немецкий военный и государственный деятель, гросс-адмирал, главнокомандующий ВМФ нацистской Германии (1943—1945), рейхспрезидент Германии (в 1945).
- 1982 — Луи Арагон (р. 1897), французский поэт и прозаик, член Гонкуровской академии.
- 1988 — Александр Аникст (р. 1910), советский литературовед и театровед, доктор искусствоведения.
- 1990 — Юрий Демич (р. 1948), советский актёр театра и кино.
- 1994 — Джон Осборн (р. 1929), английский драматург и сценарист.
- 1995 — Георгий Куликов (р. 1924), советский и российский актёр театра и кино.
- 1996 — Тамара Алёшина-Александрова (р. 1928), молдавская оперная певица, народная артистка СССР.
- 1997 — Тосиро Мифунэ (р. 1920), японский киноактёр.

### XXI век
- 2002 — Тита Мерельо (р. 1904), аргентинская актриса и певица, исполнительница танго.
- 2006 — Кива Майданик (р. 1929), советский и российский историк, политолог.
- 2008
  - Гарольд Пинтер (р. 1930), английский драматург, поэт, режиссёр, актёр, нобелевский лауреат по литературе (2005).
  - Сэмюэл Хантингтон (р. 1927), американский социолог и политолог.
- 2011 — Йоханнес Хестерс (р. 1903), голландский и австрийский актёр и певец, рекордсмен Книги рекордов Гиннесса как старейший действующий актёр.
- 2016
  - Феликс Кривин (р. 1928), русский советский прозаик и поэт, писатель-фантаст, сценарист.
  - Рик Парфитт (р. 1948), вокалист, автор песен и ритм-гитарист британской рок-группы «Status Quo».
- 2017 — Андрей Зализняк (р. 1935), советский и российский лингвист, академик РАН.
- 2020
  - Лоренс Блинов (р. 1936), советский и российский композитор, философ, поэт.
  - Гай Ньюмен Смит (р. 1939), английский автор беллетристики ужаса.
- 2021 — Маргарита Корабельникова (р. 1931), советская актриса театра, кино и озвучивания. Народная артистка РСФСР.

## Народный календарь, приметы
- День Данилы и Луки.
- В старину зажигали лампадку, как бы прибавляя впотьмах доброго света и прося солнце сойти на землю, вспыхнуть, отогнать нечистые силы[неавторитетный источник].
- Считалось, что пока солнце по золотой лестнице не сходило на землю — ведьмы с мётлами летали, вихри снеговые поднимали[12][неавторитетный источник].